# Келлі Барнгілл
Келлі Барнгілл (англ. Kelly Barnhill; нар. 7 грудня 1973, Міннеаполіс) — американська письменниця у жанрі дитячої літератури, фентезі та наукової фантастики. Насамперед відома як авторка роману «Дівчинка, яка випила місяць», за який 2017 року авторка отримала Медаль Джона Ньюбері.

## Біографія
Навчалася у Південній середній школі в Міннеаполісі, вищу ж освіту здобувала в Університеті св. Кетрін у Сент-Полі. Одружена з архітектором Тедом Барнгіллом. Матір трьох дітей. Перед тим, як стати успішною письменницею, Барнгілл як студентка молодших курсів вивчала креативне письмо, згодом також працювала у Службі національних парків США та проходила тренування пожежника-волонтера. Після народження її другої дитини, почала писати оповідання, які згодом переросли у повноцінні романи. Мешкає у Міннеаполісі, Міннесота, США.
Барнгілл отримувала письменницьку стипендію від Фундації Джерома, Мистецької ради штату Міннесоти, а 2015 року стала степендіанткою Фундації МакНайта у жанрі дитячої літератури. Лауреатка Золотої нагороди «Вибір батьків», премії Бібліотечної асоціації волошки та відзнаки Шарлотт Гак. Окрім того, вона стала фіналісткою Міннесотської книжкової нагороди, премії Андре Нортон та літературної премії ПЕН/США. 2016 року книжка «Маг без ліцензії» отримала Всесвітню премію фентезі у категорії «найкращий роман». 2017 року роман «Дівчинка, яка випила місяць» нагороджено Медаллю Джона Ньюбері, яку вручає Американська бібліотечна асоціація. Серед інших творів письменниці: «Відьмений хлопчик», «Віолет із залізним серцем», «Переважно правдива історія про Джека» та декілька інших книжок для дітей у жанрі нехудожньої літератури.

## Переклади українською
- Келлі Барнгілл. Дівчинка, яка випила місяць. — К. : Віват, 2018. — 320 с. — ISBN 9789669426727.